# Liste des épisodes d'Albator, le corsaire de l'espace
Cette page présente la liste des épisodes de la série télévisée d'animation Albator, le corsaire de l'espace.
La série se divise en 3 saisons. Les titres français sont différents entre la diffusion télé et les DVDs.

## Saison 1 (1978)
| No | Titre français                                             | Titre japonais       | Titre japonais | Date de 1re diffusion |
| No | Titre français                                             | Kanji                | Rōmaji         | Date de 1re diffusion |
| --- | ---------------------------------------------------------- | -------------------- | -------------- | --------------------- |
| 1 | Le Pavillon noir Le drapeau pirate flottant dans l'espace  | 宇宙にはためく海賊旗 |                | 14 mars 1978          |
| 2980, Albator revient sur Terre. Un vaisseau terrien, le spaciocargo BB-7, fait obstacle à l’Atlantis. Ils hissent le drapeau blanc et font mine de se rendre pour piéger les pirates mais Albator n'est pas dupe. Le BB-7 est mis hors d'état de nuire et abordé. Le général Vilak, chef de la police et de l’armée, en informe le Premier ministre qui préfère regarder le tiercé au lieu de s'occuper de cette affaire. Un scientifique et son fils (docteur Valente et Ramis Valente) découvrent qu'une Sphère mystérieuse s'approche de la Terre. Vilak décide de pieger Albator au pensionnat où se trouve Stellie, fille de Toshiro, aujourd'hui décédé et qui fut très proche ami d'Albator. Ce dernier avait promis à son vieil ami de prendre soin de l’enfant. Il vient lui rendre visite pour l'anniversaire de ses 7 ans et lui offre un ocarina. Ils vont ensuite se recueillir sur la tombe du père de Stellie. Vilak vient arrêter Albator qui ne manifeste aucune opposition. Alors qu'Albator est sur le point d'être exécuté sur la place publique, l’Atlantis surgit, attaque les forces de l'ordre et l'armée, délivrant Albator. Alors qu'ils quittent la Terre, Albator et ses amis repèrent la Sphère qui se dirige vers la planète. Note : on apprendra les conditions dans lesquelles Albator avait jadis rencontré Tohiro et dans lesquelles ce dernier avait construit l’Atlantis dans les épisodes 30 et 31 de la série. |                                                            |                      |                |                       |
| 2 | L'Escadrille du néant Message de l'inconnu                 | 未知からのメッセージ |                | 21 mars 1978          |
| Des spaciocargos sont attaqués et détruits par une escadrille mystérieuse. La Sphère continue sa course vers la Terre. L'Altantis se dirige vers l'endroit de l'attaque et repère un vaisseau inconnu. Les deux vaisseaux s'échangent des tirs et l'inconnu est détruit. L'attaque des spaciocargos est attribuée à Albator par Vilak. Totalement dévouée à Vilak, La directrice du pensionnat fait pression sur Stellie afin qu'elle écrive à Albator et, face à son refus, lui inflige une punition (laver le sol d'une chapelle). Le soir venu, alors que Stellie exécute sa punition, elle est attaquée par un loup, mais Albator, venu sur Terre pour prévenir le Premier ministre de la menace de la Sphère, vient la secourir. Le docteur Valente vient lui aussi avertir le Premier ministre du danger, mais face à l'incrédulité de ce dernier, Albator décide d'aller attaquer la Sphère mystérieuse (d'origine Sylvidre d'après Clio). Malgré l'utilisation d'aéro-torpilles, son attaque est un échec. Stellie échappe de peu à la mort en tentant de récupérer son ocarina que Vilak a projeté sur le clocher de la chapelle, chose qu'elle fait au moment même où la Sphère s'écrase sur Terre. |                                                            |                      |                |                       |
| 3 | Les Torches embrasées La Femme qui brûlait comme du papier | 紙のように燃える女   |                | 28 mars 1978          |
| Le professeur Kusuku, le docteur Valente et son fils Ramis étudient la Sphère de deux kilomètres de diamètre qui s'est écrasée en pleine ville. Le Dr Valente contacte les autorités des dangers représentés par la Sphère mais se heurte à nouveau à l'indifférence du Premier ministre. Puis, il se rend au mondio-lab pour affiner ses analyses. Il est assassiné par une femme mystérieuse aux cheveux verts, et Ramis découvre son cadavre peu après. Il est à son tour attaqué par la femme aux cheveux verts, laquelle est tuée par un mystérieux homme (il s'agit d'Albator). Ce dernier lui demande de passer les enregistrements de son père. Ces derniers révèlent la provenance de la Sphère noire (un système stellaire qui a explosé en trou moir il y a des lustres). Albator propose à Ramis d'aller le retrouver au statioport s'il veut savoir qui il est. Ramis voit atterrir l’Atlantis et Albator l'invite à monter. Ramis visite le vaisseau en compagnie de Nausicaa et rencontre Alfred, Clio et les autres membres de l'équipage. Une escadrille de vaisseaux spatiaux ennemis arrive en direction de la Terre. Ramis apprend par Nausicaa et Albator que les envahisseurs sont des Sylvidres, un peuple venu d'une autre galaxie. Elles ont, à l'état naturel, la peau verte, qui devient blanche sur Terre. La bataille spatiale a lieu et les vaisseaux sylvidres sont mis en fuite. Albator fait l'éloge de la vie libre des pirates et propose à Ramis de rester sur l’Atlantis. |                                                            |                      |                |                       |
| 4 | Sous la bannière de la liberté                             | 自由の旗の下に!      |                | 11 avril 1978         |
| Peu après la bataille, Ramis est ramené sur Terre et rendu libre. Albator lui remet (par l'intermédiaire de Nausicaa) un transmetteur stellaire au cas où il souhaiterait revenir sur l’Atlantis. Le professeur Kusuku a fini de décrypter les inscriptions de la Sphère noire, issues d'une vieille langue précolombienne : les Sylvidres ont décidé d'envahir la Terre. Il en informe le gouvernement mondial mais personne ne le croit. Le professeur Kusuku révèle à Ramis que la Sphère émet des signaux radio en direction de l'espace profond, sans doute en direction de la planète dont sont originaires les Sylvidres. Il est assassiné peu de temps après. Ramis est arrêté par Vilak, accusé de trahison et de complicité avec Albator puis incarcéré. Au cours de son transfert vers une prison, il parvient à s'échapper. Il tue ensuite sa première Sylvidre qui l'avait suivi. Il se pose une question : qui luttera contre les Sylvidres ? qui l'aidera à venger la mort de son père ? Il ne voit qu'une seule personne : Albator. Il contacte donc ce dernier grâce au transmetteur stellaire. Il est récupéré peu après par Albator et rejoint l’Atlantis. Albator lui expose qu'il sera libre de quitter le vaisseau spatial quand bon lui semblera. |                                                            |                      |                |                       |
| 5 | Le Baptême du néant Sur les côtes d'une planète lointaine  | はるかなる星の涯に…  |                | 18 avril 1978         |
| Nausicaa fait visiter en détail le vaisseau spatial à Ramis qui est assez déçu par la vie à bord. Il révèle à Albator et Nausicaa que sa mère est morte sur Triton, un satellite de Neptune, par la faute du Premier ministre. Auparavant, un spatiocargo étant à proximité, Albator ordonne qu'on l'aborde. Le vaisseau ne se défend pas et la cargaison est pillée. Albator prend une poupée. Il ignore que ce jouet d'enfant est un jouet-robot conçu pour l'assassiner. Les Terriens actionnent la poupée, mais sans tuer ni blesser Albator. Par la suite, une nouvelle bataille oppose l'Atlantis à un vaisseau sylvidre. Une prisonnière est faite. Albator l'interroge en présence de Ramis: la Sylvidre, avant de s'autodétruire, leur apprend qu'elles sont dirigées par la reine Sylvidra. |                                                            |                      |                |                       |
| 6 | Le Repaire L'Amazone mystérieuse                           | 幻のマゾーン         |                | 25 avril 1978         |
| Albator propose à Ramis d'aller « à la chasse aux épaves » et en profite pour tester le jeune homme sur ses réflexes. Ayant découvert un signe mystérieux sur "l'épave" du vaisseau sylvidre , l'équipage de l'Atlantis comprend que les Sylvidres étaient jadis déjà venus dans le système solaire. L'Atlantis se pose à l'intérieur d'un astéroïde (le « Repaire de la vache grasse »). C'est un repaire utilisé par Albator : il y entrepose notamment des semences de blé. Albator est stressé par le combat qu'il mène contre les Sylvidres et fait des cauchemars. Il évoque avec Clio ses souvenirs : comment il l'avait rencontrée, à l'époque, sur une planète détruite par des plantes carnivores. Albator écrit un courrier à Stellie, transmis au gouvernement terrien. À la grande fureur de Vilak, le Premier ministre accepte que le courrier soit remis à la petite fille et qu'elle y réponde. Quand Albator reçoit le courrier de réponse de Stellie, il est très nostalgique. Tout au long de l’épisode, il a l'impression qu'il est surveillé. La chose se vérifie effectivement : il s'agit d'une Sylvidre, qu'Albator et ses amis poursuivent jusqu'à une sphère hérissée de piquants qui transmet une image holographique de la reine Sylvidra. Mais il s'agit d'un piège : il s'agissait d'attirer Albator et ses amis loin du vaisseau. Excédé par l'image de celle qui a ordonné l'assassinat de son père, Ramis tire sur la sphère qui explose et menace de détruire l'astéroïde. De retour dans l’Atlantis, Albator constate que le vaisseau est bloqué car les commandes d'ouverture de la sortie ne répondent plus. Néanmoins l'Atlantis parvient à quitter l'astéroïde peu avant que celui-ci explose. |                                                            |                      |                |                       |
| 7 | Le Tombeau englouti La Pyramide sous-marine                | 海底のピラミッド     |                | 2 mai 1978            |
| Albator détecte une interférence magnétique dans le Triangle des Bermudes. Il retourne sur Terre et fait plonger l'Atlantis dans une fosse marine. Au fond de la fosse, on y découvre une pyramide, et les caractères gravés sur cette pyramide sont les mêmes que ceux gravés sur la Sphère noire. Cette pyramide a donc aussi été créée par les Sylvidres. L'Atlantis est irrésistiblement attiré dans la pyramide et s'y s'encastre. Albator décide d'aller l'explorer. Au sein de la pyramide, il découvre une jeune Sylvidre aux cheveux verts morte ou placée en biostase. Il la laisse dans son tombeau et fait remonter l'Atlantis à la surface. Toujours obnubilé par la vengeance, Ramis désobéit à Albator et plonge pour rejoindre le tombeau afin de tuer définitivement la Sylvidre. Mais à sa grande surprise, la pyramide a disparu. Il est pris au piège par des « plantes sylvidres » qui l'enlacent. Il est sauvé par ses amis. Des plantes sylvidres sont capturées mais se transforment en algues marines. L'analyse des plantes laisse penser que des millions de Sylvidres sont en état latent sur Terre, prêtes à être réactivées. Albator va voir le Premier ministre et lui résume ses découvertes mais ce dernier refuse d'agir. Peu de temps après, Albator et ses amis abattent plusieurs Sylvidres qui se sont cachées dans la population. Le ministre de la police décide de pourchasser Albator et fait encercler le pensionnat où se trouve Stellie afin de le piéger. Albator réussit à voir Stellie et en profite pour abattre une Sylvidre infiltrée en tant que surveillante. Albator parvient à échapper aux forces armées. |                                                            |                      |                |                       |
| 8 | L'Armada royale L'Escadron spatial de la reine             | 女王の宇宙艦隊       |                | 9 mai 1978            |
| Nausicaa décèle deux distorsions magnétiques, l'une émise par la Sphère noire, l'autre par la pyramide engloutie. Une flotte de vaisseaux spatiaux est détectée : elle arrivera bientôt à proximité de la Terre. Avant un combat qui s'annonce incertain, Albator décide de retourner voir Stellie sur Terre. Après ce bref réconfort, il repart dans l'espace et est contacté par une Sylvidre (sous forme d'image quadri-dimensionelle) qui lui annonce que la reine Sylvidra suggère à Albator de ne pas prendre part à la bataille future. La Sylvidre-ambassadrice est faite prisonnière, mais Albator la laisse repartir sans lui faire de mal ni même l'interroger. Dans son désir infini de vengeance, Ramis part à la poursuite de la Sylvidre et lance un missile vers son vaisseau spatial. La navette explose. Mais Ramis est touché par un débris et son aviscoupe se retrouve immobilisée dans l'espace. Récupéré sur l’Atlantis, Ramis retombe dans l’enfance à la suite du choc qu'il a subi. C'est alors que la flotte sylvidre attaque l'Atlantis en deux groupes : une flottille à bâbord, et une autre à tribord. très vite, le combat tourne à l'avantage de l'Atlantis, et la flotte Sylvidre est détruite à coup de « neutrobombes ». Mais Albator est certain qu’il ne s'agissait que d'une avant-garde : la vraie flotte est à plusieurs années-lumière. Albator craint une nouvelle ruse de Sylvidra : il convient de ne pas s'éloigner de la Terre. Ramis retrouve ses esprits et déclare qu’il a compris que le désir de vengeance était stupide et inefficace. Une brève conversation entre la reine Sylvidra et une de ses générales montre qu'Albator a effectivement éventé un piège de la reine. Note : La reine Sylvidra apparait pour la première fois en personne et non en tant que projection holographique. |                                                            |                      |                |                       |
| 9 | Les Humanoïdes végétales                                   | 戦慄の植物生命体     |                | 16 mai 1978           |
| Les Sylvidres sont disséminées un peu partout sur Terre depuis des centaines de milliers d'années sous forme de plantes végétales pouvant être potentiellement réactivées. Albator envoie un groupe composé de Ramis, Nausicaa et Alfred pour récupérer une antique urne ressemblant à un vase sacré qui pourrait donner des informations précieuses. Mais ils sont pris en chasse par un groupe de Sylvidres qui tentent de les tuer. Ils s'emparent du vase. Ramis engage un combat singulier contre une navette sylvidre qu'il détruit. La reine Sylvidra est contrariée par le vol de l'urne sacrée. Albator ordonne l'analyse de l'urne mais cette opération consomme beaucoup d'énergie. Albator reçoit un appel de la reine Sylvidra lancé à travers l'espace : l'urne volée est l'une des Neuf Urnes sacrées des Sylvidres. Mais l'appel est interrompu, l'Atlantis n’ayant plus d'énergie. L'urne provenant d'Amérique du Sud, Albator décide de se rendre en Amazonie. Il quitte l'Atlantis avec Ramis pour explorer la jungle environnant un ancien temple mais ils sont attaqués par des milliers de Sylvidres végétales. Ils sont sauvés par Alfred qui trouve une astuce : les plantes tropicales ne supportant pas le froid, de la neige artificielle diffusée depuis l'Atlantis sur la forêt amazonienne les met hors d'état de nuire. |                                                            |                      |                |                       |
| 10 | La Planète de l'amour                                      | 謎の惑星に迫れ       |                | 30 mai 1978           |
| Encore traumatisé par leur expédition dans la jungle amazonienne, Ramis estime qu'Albator ne lutte pas assez efficacement contre les Sylvidres ; il en fait part à Nausicaa. Mais le médecin de bord lui fait remarquer qu'on ne gagnera la guerre que si on tue la reine Sylvidra, ce qui ne sera pas le cas à court terme. La reine Sylvidra ordonne une attaque contre l'Atlantis. Alors qu'il effectue une sortie dans l'espace avec d'autres appareils pour riposter à cette attaque, l'aviscoupe de Ramis est détruite et le jeune homme ne doit la vie que grâce à son siège éjectable. Le combat se poursuit et Albator ordonne une attaque surprise : l'éperonnage du vaisseau amiral ennemi. Cette opération est un succès total et la flottille est anéantie. L'analyse du métal utilisé par les Sylvidres révèle que ce métal provient d'un minerai récolté sur Vénus, « la Planète de l'amour ». Albator ordonne que l'on se dirige vers cette planète. Pendant le trajet, Nausicaa explique à Ramis qu'elle a analysé le combat entre lui et une chef d'escadrille sylvidre. Il a perdu le combat parce qu’il a hésité pendant trois dixièmes de seconde. Ce laps de temps est minime mais a assuré à la Sylvidre un avantage qu’elle a su utiliser. Nausicaa déclare à Ramis qu'il a hésité à tirer en raison de la beauté de la Sylvidre. Ramis est furieux contre lui-même. L'Atlantis arrive alors à proximité de Vénus. |                                                            |                      |                |                       |
| 11 | Les Naufrageuses d'âmes                                    | ローラが金色に輝く時 |                | 6 juin 1978           |
| Alors qu'il approche de Vénus, l'Atlantis croise un vaisseau sylvidre endommagé par des météorites. Une Sylvidre survivante est faite prisonnière. Ramis reconnaît Érosa, celle qu'il n'a pas pu détruire lors de la précédente bataille. Pour le mettre à l'épreuve, Albator lui ordonne de surveiller Érosa. Celle-ci hypnotise le jeune homme et lui fait croire qu'elle est sa mère. Sous l'influence hypnotique de la Sylvidre, Ramis l'aide à quitter l'Atlantis et la ramène sur le sol vénusien. Quand la supercherie est découverte, il est trop tard. Note : Le spectateur découvre que Nausicaa éprouve des sentiments amoureux à l’égard de Ramis et qu'elle est jalouse de ceux que Ramis éprouve pour la Sylvidre. |                                                            |                      |                |                       |
| 12 | Le Complexe d'Œdipe                                        | 母よ、永遠なれ       |                | 13 juin 1978          |
| Ramis s'en veut d'avoir été manipulé par Érosa. L'Atlantis explore Vénus à la recherche de la base sylvidre. Découvrant des signes mystérieux sur le sol de la planète, Albator suppose qu'ils indiquent l'entrée de la base. Il fait pénétrer le vaisseau dans une immense grotte et ordonne une expédition. Ils trouvent à l'intérieur de la base, des objets datant de 180 millions d'années ! La grotte menace de s'effondrer et l'Atlantis quitte les lieux précipitamment. La base des Sylvidres se transforme en un vaisseau amiral et les attaque. Comme cela avait déjà été pratiqué avec succès antérieurement, l'Atlantis pratique un éperonnage du vaisseau amiral. Sorti dans l'espace pour combattre les navettes sylvidres, Ramis est de nouveau le jouet d'Érosa qui lui envoie des images télépathiques, la représentant sous les traits de sa mère. Ramis est sur le point d'être submergé par l'émotion quand il se rend compte que sa mère est morte et qu'il est le jouet d'un véritable envoûtement. Il tire sur Érosa et se libère des ondes télépathiques. Article connexe : Complexe d'Œdipe |                                                            |                      |                |                       |
| 13 | Une micro-poussière de temps                               | 死の海の魔城         |                | 20 juin 1978          |
| Alors que l'Atlantis capte une troisième distorsion magnétique provenant de la fosse de la Romanche, Albator et ses amis s'y rendent et doivent faire face à un cuirassé japonais issu de la Seconde Guerre mondiale. Étonné de devoir combattre un navire qui a plus de mille ans, Albator ordonne de plonger dans la mer d'où provenait le cuirassé. Il y découvre une base sylvidre dans laquelle figurent toutes sortes de vaisseaux et de machines anciennes. Albator et ses amis rencontrent la Sylvidre responsable de la base et sont plongés dans une sorte de sommeil hypnotique, mais l'Atlantis, agissant de manière autonome, tire des rayons laser contre la Sylvidre . Délivrés de leur torpeur, Albator et ses amis peuvent quitter les lieux sains et saufs. Qu'est-ce que 100 ans ? Qu'est-ce que 1000 ans, si ce n'est « une micro-poussière de temps ». |                                                            |                      |                |                       |
| 14 | Le Piège des sables                                        | スフィンクスの墓標   |                | 27 juin 1978          |
| Albator apprend que Stellie a quitté le pensionnat. Vilak l'ayant emmenée dans un endroit inconnu. Albator va donc interroger le Premier ministre qui lui remet un courrier de Vilak. Celui-ci enjoint Albator de se rendre en Égypte, de stationner l'Atlantis dans une vallée très précise et d'attendre ses instructions. Albator obéit aux ordres. Commence alors un jeu de piste où Albator suit un trajet déterminé par Vilak (à l'occasion de ce trajet, Albator apprend que Vilak a grandi en Égypte). Ce périple l’amène près du Sphinx de Gizeh, où Vilak s'est arrêté. L'homme s'étant fait piquer par un scorpion, Albator le soigne avec l'aide de Stellie. Vilak lui révèle alors qu'il a découvert, il y a fort longtemps, quand il suivait son père égyptologue, que le Sphinx contenait une arme sylvidre. Cette arme permet de lancer un puissant rayon laser en direction de la vallée où l'Atlantis est stationné. Vilak actionne le rayon laser et l'Atlantis est enseveli sous des centaines de milliers de tonnes de roches. Néanmoins, il parvient à se dégager des pierres et vient à la rescousse d'Albator. Le sphinx fait l'objet d'une attaque, et le monument de pierre, avec son arme sylvidre, sont détruits. |                                                            |                      |                |                       |

## Saison 2 (1978)
| No | Titre français                                        | Titre japonais                     | Titre japonais | Date de 1re diffusion |
| No | Titre français                                        | Kanji                              | Rōmaji         | Date de 1re diffusion |
| --- | ----------------------------------------------------- | ---------------------------------- | -------------- | --------------------- |
| 15 | L'Amour défendu                                       | 悲恋! 北極オーロラ                 |                | 4 juillet 1978        |
| Une aurore boréale inhabituelle et suspecte est détectée au pôle nord. Albator décide de se rendre sur les lieux pour enquêter. Là, il est fait prisonnier par une Sylvidre de glace qui lui avoue qu’elle a reçu l'ordre de le tuer. Elle le torture mais reconnaissant qu'elle est tombée amoureuse de lui, elle va le congeler pour le garder auprès d'elle pour l’éternité ! L'Atlantis est pris dans une crevasse de glace et se trouve immobilisé et vulnérable. Vilak décide une attaque éclair contre le vaisseau spatial qui est sans défense. Mais l'attaque des bombardiers produit l'effet contraire et libère l'Atlantis de son carcan de glace. Clio, qui a accompagné Albator, tue la Sylvidre de glace dans un combat singulier. L'Atlantis se dégage de son carcan de glace, vient récupérer Albator et détruit la base sylvidre. - Remarque : Le spectateur peut raisonnablement supposer que Clio, compte tenu de son comportement, est secrètement amoureuse d'Albator. « L'Amour défendu » du titre peut concerner aussi bien la Sylvidre que Clio. |                                                       |                                    |                |                       |
| 16 | L'Îlot sacré                                          | 螢・わかれうた                     |                | 11 juillet 1978       |
| Nausicaä se rend sur la tombe de ses parents. Son père était mort dans des circonstances étranges. Elle revoit avec étonnement Roger, un ami d'enfance qui a le même âge qu'elle et ancien collègue de son père. Roger lui demande son aide pour achever les travaux de son père défunt (créer « l'Îlot Sacré », un satellite qui simule les conditions de vie de la Terre dans l'espace). Elle est mise dans une centrifugeuse et Roger lui pose des questions. Il s'agit en réalité d'un interrogatoire soigneusement orchestré avec l’aide d'une Sylvidre qui se fait passer pour la sœur de Roger. Nausicaa est forcée de révéler certains secrets de l'Atlantis. Albator et ses amis interviennent : Nausicaa apprend la vérité. Dans un face-à-face tendu avec Roger, elle lui explique qu'elle sait tout et qu'elle le soupçonne d'avoir assassiné son père pour prendre sa place et s'approprier ses travaux. Alors que Roger s'avance vers elle pour la tuer, elle tire la première et tue son ami d'enfance. Très affectée par l'acte qu'elle vient de commettre, elle ne voit pas la Sylvidre qui s'avance vers elle pour la tuer. C'est Albator qui tue la Sylvidre tandis que Nausicaa est remplie de tristesse et de regrets : qu'aurait été sa vie et celle de Roger alors qu'ils étaient tombés amoureux l'un de l’autre quelques années auparavant ? |                                                       |                                    |                |                       |
| 17 | Quand la mort tient la barre Les Squelettes courageux | 白骨の勇者                         |                | 18 juillet 1978       |
| Monsieur Maris s'est engagé au sein de l'Atlantis après un traumatisme personnel : il avait, sans le savoir, épousé une Sylvidre, et sa fille Madeleine était aussi une Sylvidre. Le capitaine Tornadéo, son supérieur et ancien adversaire d'Albator, l'avait prévenu de ceci mais il ne l'avait pas cru. Lorsque le capitaine Tornadéo avait tué son épouse et qu'elle s'était consumée devant lui, Maris avait dû se rendre à l'évidence que c'était vrai. Peu après, les Sylvidres avaient emporté sa fille Madeleine, et il s'est souvent souvenu du grelot qu'elle portait autour du cou. Il s'était donc engagé au sein de l’équipage de l'Atlantis dans le fol espoir de revoir, peut-être, un jour sa fille. Lorsqu'Albator découvre un message signé du capitaine Tornadéo demandant de l'aide, Albator n'a aucun doute et met le cap vers la nébuleuse de l'Hippocampe. En cours de chemin, l'Atlantis croise le vaisseau de Tornadéo, mais c'est trop tard : tout l'équipage est mort, y compris le capitaine Tornadéo. L'Atlantis poursuit son chemin vers la nébuleuse. |                                                       |                                    |                |                       |
| 18 | L'Ombre du souvenir                                   | 魔の幻影戦士（シャドウソルジャー） |                | 25 juillet 1978       |
| À bord de l'Atlantis, des Sylvidres apparaissent comme par enchantement ! Mais il ne s'agit que d'images holographiques envoyées depuis l'extérieur. Quelque temps après, d'autres Sylvidres apparaissent, mais cette fois, ce sont de vraies extraterrestres ! Un combat a lieu, et monsieur Maris croit reconnaître une Sylvidre comme étant sa fille Madeleine, grâce à un grelot qu'il lui avait offert étant enfant. La Sylvidre, à supposer que ce soit bien sa fille, n'éprouve aucun sentiment humain et, lorsque la Sylvidre prend la fuite à bord d'un vaisseau, il la poursuit jusqu'à sa base. Mais il doit hélas se rendre à l'évidence : elle se moque de lui ! Plus tard, lorsque les Sylvidres attaquent l'Atlantis, il fait le deuil de ses espoirs et de ses fantasmes et détruit lui-même leur vaisseau. L'Atlantis poursuit sa route vers la nébuleuse de l'Hippocampe. Note : deuxième épisode impliquant monsieur Maris. |                                                       |                                    |                |                       |
| 19 | Le Traquenard de la reine                             | 女王ラフレシアの罠                 |                | 1er août 1978         |
| L'Atlantis entre dans la nébuleuse, mais aucune base sylvidre, apparemment, ne s'y trouve. Néanmoins, l'Atlantis est pourchassé par une comète et doit faire face à des tourbillons gigantesques. Il s'agissait bien d'une attaque sylvidre dont Tornadeo a été la première victime, mais Albator parvient à éviter toutes les menaces. À la fin de l'épisode, un hologramme de la reine Sylvidra se présente devant lui : la reine propose un compromis entre eux, mais Albator le refuse. Il déclare que la guerre continuera jusqu'à ce que l'un des deux succombe. Note : Au début de l'épisode, le spectateur comprend que le message de Tornadéo et les images holographiques des Sylvidres constituent les pièces d'un traquenard tendu par Sylvidra visant outre la destruction de l'Atlantis, la révélation de l'identité du 41e membre d'équipage de l'Atlantis (il s'agit en fait de l'âme de Toshiro qui habite l'ordinateur central du vaisseau et anime ce dernier en cas d'urgence, cette particularité est révélée par Clio à Nausicaa et Ramis qui se posaient des questions vis-à-vis des phénomènes étranges s'étant produits dans les épisodes précédents). |                                                       |                                    |                |                       |
| 20 | La Planète des fleurs sauvages                        | 死滅のジュラ星                     |                | 8 août 1978           |
| À la demande de Clio, Albator mène l'Atlantis jusqu'à la planète Jura, planète d'où Clio est originaire. Il y a longtemps, une terrible guerre avait eu lieu, puis les plantes avaient attaqué les derniers habitants. Il semble bien que Clio soit la dernière survivante. Lorsque l'Atlantis arrive sur la planète, celle-ci semble indemne de tout problème : d'immenses prairies parsemées de fleurs donnent à la planète une belle teinte verte. Mais des fleurs ramenées à bord du vaisseau spatial empoisonnent les membres de l'équipage. Les Sylvidres en profitent pour attaquer l'Atlantis, immobilisé par les lierres de la planète. Heureusement, l'ordinateur central animé par l'esprit de Tochiro active le vaisseau et détruit les navettes sylvidres. Clio et le docteur ayant été les seuls à échapper à l'empoisonnement comprennent que le vin peut servir de remède. Puis, Clio retrouve Georgia, une Sylvidre qu'elle a aidé à s'échapper, (avant l'arrivée de Ramis sur l'Atlantis), car elle avait pris l'apparence de son amie d'enfance, Féria, qui est malheureusement morte avec le reste de son peuple. Georgia lui révèle que ce sont les Sylvidres qui sont à l'origine de l'anéantissement de son peuple. Le combat entre les deux femmes extraterrestres est terrible, et Clio parvient à tuer Georgia. Albator fait le serment que jamais la Terre ne subira le sort de la planète Jura. |                                                       |                                    |                |                       |
| 21 | Le Testament                                          | ゴーラム! 悲劇の戦士               |                | 15 août 1978          |
| Alors que l'Atlantis circule dans les astéroïdes troyens de Jupiter, un commando d'extraterrestres attaque le vaisseau. Il ne s'agit pas de Sylvidres, mais de membres de l'ancienne planète « T » dont les habitants ont été réduits en esclavage par les Sylvidres. Albator est impressionné par le courage de ces extraterrestres. Le chef du commando, Taurus, est fait prisonnier et survit à ses blessures. Albator sympathise avec lui et lui explique ses buts. Taurus lui remet des informations précieuses sur l'armada de la reine Sylvidra. Puis, Taurus va attaquer un vaisseau gigantesque situé non loin. Il est tué par les Sylvidres. Dans le combat spatial qui suit, l'Atlantis a le dessus et détruit le vaisseau sylvidre. |                                                       |                                    |                |                       |
| 22 | La Planète du néant                                   | 宇宙の墓場、デスシャドウ           |                | 25 août 1978          |
| L'Atlantis regagne l'Îlot de l'Ombre Morte (un astéroïde qui suit l'Atlantis partout ou il va et qui lui sert de refuge). En examinant les informations laissées par Taurus sur l'armada royale, Albator comprend qu'ils vont avoir affaire à forte partie. La reine Sylvidra concocte un nouveau plan : elle fait envoyer sur la planète Mars une Sphère noire, identique à celle déjà envoyée sur Terre, et fait croire à Albator qu'il peut déterminer la présence de l’Armada royale située dans la galaxie d'Andromède. Albator fait prendre le cap de cette galaxie mais l'Atlantis est pris dans l'attraction d'un trou noir invisible (une étoile à neutrons). Albator ne parvient pas à faire dégager l'Atlantis de l'attraction de cette étoile à neutron. Lorsque la reine Sylvidra ordonne l'attaque du vaisseau spatial, l'Atlantis se dégage miraculeusement et Albator opère une contre-attaque réussie. L'épisode se termine par une réflexion que la reine Sylvidra se fait à elle-même : réussira-t-elle à anéantir Albator et son vaisseau ? Y parviendra-t-elle un jour, ou non ? |                                                       |                                    |                |                       |
| 23 | Presque traître malgré lui                            | ヤッタラン、プラモ狂の詩           |                | 29 août 1978          |
| À proximité de Saturne, une escadrille de navettes sylvidres attaquent l'Atlantis. Au cours de la bataille, Alfred est fait prisonnier et ramené dans le vaisseau amiral sylvidre. Par des flashbacks, on en apprend plus sur l'ingénieur-en-chef du vaisseau spatial : enfant solitaire, adolescent timide et complexé, Alfred fut un mathématicien génial et entra au service d'Albator quelques années auparavant, le stupéfiant par son intelligence. Elsa, une chef sylvidre, perçoit l'amour d'Alfred pour le modélisme et l'invite à construire en maquette un exemplaire réduit de l'Atlantis. Albator ordonne l'abordage du vaisseau amiral sylvidre pour délivrer Alfred. Au cours du combat, Ramis est légèrement blessé. Alfred, libéré, comprend qu'Elsa l'a trompé. |                                                       |                                    |                |                       |
| 24 | L'Étoile filante de l'amour                           | 純愛流れ星                         |                | 5 septembre 1978      |
| Albator récupère à bord de l’Atlantis deux personnes : un homme (Tolus) et une femme (Rubia), qui avaient été fait prisonniers sur la « planète T » (déjà évoquée dans des épisodes antérieurs) et viennent de s'échapper d'une prison sylvidre. L'homme s'avère être le fils d'un combattant spatial qu'Albator a jadis connu et respecté : Taurus ! Or, il est évident pour Albator que Rubia est une Sylvidre. C'est la première fois que se pose la question de savoir si on peut recueillir au sein de l'Atlantis une réfugiée sylvidre. La reine Sylvidra ordonne à Albator de lui « rendre Rubia et Tolus » et procède à un chantage : si Tolus ne revient pas, sa mère sera torturée à mort et l'Atlantis sera détruit. L'Atlantis est alors attaqué par les vaisseaux sylvidres et menacé de destruction. Tolus et Rubia quittent l'Atlantis et vont en direction de l'armada sylvidre ; leur vaisseau spatial est détruit et leur sacrifice permet de sauver l'Atlantis. |                                                       |                                    |                |                       |
| 25 | Le Chat perdu                                         | ドクター・ゼロとミー               |                | 12 septembre 1978     |
| Alors qu'Albator, déterminé à venger la mort de Tolus et Rubia, continue à pourchasser les Sylvidres, le docteur Zéro revêt son habit de samouraï et souhaite combattre personnellement la flotte ennemie. Il confie son chat Miaou à la cuisinière. On apprend alors dans quelles circonstances le docteur avait jadis trouvé ce petit chat, alors errant. La bataille approche et le docteur prend place à bord de son petit vaisseau de combat. Le petit chat l’a rejoint sans qu'il ne s'en soit rendu compte, et la bataille spatiale a lieu. Stratégiquement, Albator ordonne d'attaquer le vaisseau le plus important de la flotte, mais celui-ci transporte des civils déportés… |                                                       |                                    |                |                       |
| 26 | Le Voyage de retour                                   | はるかなる長い旅                   |                | 26 septembre 1978     |
| Une crise a lieu au sein de l’armada royale : certaines soldates ne veulent plus qu'on protège les vaisseaux transportant les civils sylvidres, comme les civils déportés. Au surplus, les militaires sylvidres ignoraient l'existence d'Albator et sa pugnacité. Des actes de désertion ont lieu et la révolte gronde. La reine décide de mater la rébellion au sein de son peuple. Tessia, l'amie la plus chère de Sylvidra, fait aussi défection et se réfugie sur la planète Bêta. Sylvidra ordonne son exécution et décide la poursuite des opérations de conquête de la Terre. La reine Sylvidra annonce à Albator qu'elle a fait en sorte qu'il ne soit jamais anéanti afin que ses troupes aient un ennemi à combattre et elle l'exhorte d'arrêter son combat qu'elle estime inutile et insensé. La Terre est selon elle la seule planète qui offre aux Sylvidres les mêmes conditions de vie que leur planète-mère. Il y aura donc un combat à mort entre Albator et elle. |                                                       |                                    |                |                       |
| 27 | Le Pouvoir de l'Atlantis                              | アルカディア号の意志               |                | 3 octobre 1978        |
| La bataille fait rage entre l'Armada royale et l'Atlantis mais les membres d'équipage du vaisseau pirate donnent de réels signes d'épuisement. Albator ordonne une alternance de son équipage et change de stratégie : il faut s'introduire au cœur de l'armada pour attaquer le vaisseau amiral de Sylvidra. Cette dernière, exaspérée qu'Albator lui fasse obstacle, veut découvrir ses motivations profondes. Sur Terre, les espionnes sylvidres entrent en contact avec le général Vilak (qui découvre à cette occasion l'existence de ces dernières) et l'obligent à leur remettre le dossier d'Albator. Ayant découvert l'existence de Stellie, Sylvidra comprend que le pirate ne protège la Terre qu'en raison de son affection pour la petite fille. Créa, le bras droit de Sylvidra, lui suggère que la meilleure solution de neutraliser Albator est de prendre Stellie en otage mais Sylvidra refuse. Vilak tente d'avertir le Premier Ministre mais ce dernier ne l'écoute guère. Sylvidra accepte à contrecœur d'enlever la petite fille. Des vaisseaux sylvidres se rendent sur Terre jusqu'au pensionnat et kidnappent Stellie. Albator est prévenu par Vilak et accuse Sylvidra de lâcheté. Désemparé, il va voir le Grand Ordinateur central de l'Atlantis qui contient « l'âme » de Toshiro, son ami défunt qui avait construit le vaisseau spatial et qui était le père de Stellie. Albator laisse au vaisseau choisir ce qu'il faut faire. Le vaisseau se dirige vers une nébuleuse lointaine. Le récit se poursuit dans l'épisode suivant. Note : Albator récupèrera Stellie dans l'épisode 34. |                                                       |                                    |                |                       |
| 28 | Aux confins de la nébuleuse                           | ユリシーズの星雲                   |                | 10 octobre 1978       |
| (Cet épisode est la suite de l'épisode précédent.) Albator a choisi de venir dans le système stellaire « Ulysse » fort éloigné pour retrouver Stellie, laquelle a été enlevée sur ordre de Sylvidra. Dans ce système stellaire, il y a sept planètes principales. Albator décide de visiter la « Planète des humains ». De nombreux hommes d'équipage sont malades ou épuisés. Albator retrouve sur cette planète son vieil ami, le docteur Heinz, qui vit sur la planète avec trente habitants. À la fin de l'épisode, une Sylvidre tue le docteur Heinz, ce dernier ayant conçu une machine lui permettant de maîtriser les phénomènes naturels et météorologiques de la planète, la Sylvidre voulait qu'il utilise cette machine contre Albator. Ce dernier ayant acquis la conviction que Stellie ne se trouve pas sur cette planète, décide de visiter une autre planète de ce système stellaire. |                                                       |                                    |                |                       |

## Saison 3 (1978-79)
| No | Titre français                             | Titre japonais         | Titre japonais | Date de 1re diffusion |
| No | Titre français                             | Kanji                  | Rōmaji         | Date de 1re diffusion |
| --- | ------------------------------------------ | ---------------------- | -------------- | --------------------- |
| 29 | La Bataille de la planète de l'arc-en-ciel | 虹の星の死闘           |                | 17 octobre 1978       |
| (Cet épisode est la suite de l'épisode précédent.) La déprime gagne les membres de l'équipage, mais une escadrille de navettes sylvidres est détectée. Ramis va les combattre et se laisse entraîner sur la planète Arc-en-ciel dans l'espoir de retrouver Stellie. Il y rencontre des réfugiés qui se sont échappés des Sylvidres, et y fait la connaissance d'une petite fille, Gira. Il découvre à ses dépens que Gira a reçu l'ordre de le tuer. Les réfugiés se servent de lui pour tendre un piège à Albator. Ramis est sauvé in extremis grâce à l'intervention de ce dernier. Stellie ne se trouvant sur la planète Arc-en-ciel, la quête continue. |                                            |                        |                |                       |
| 30 | Mon ami d'enfance                          | わが友わが青春         |                | 24 octobre 1978       |
| Albator regagne sa base de l'Îlot de l'Ombre Morte et y fait réparer l'Atlantis. L'épisode évoque longuement la jeunesse d'Albator et les circonstances dans lesquelles il avait jadis rencontré Toshiro (accompagné de son pélican noir) dans le « Far West » d'une lointaine planète colonisée par les terriens. Alors qu'Albator allait être pendu par des villageois en colère, il avait été sauvé in extremis par Toshiro. Albator avait ensuite été emmené par Toshiro dans l'Îlot de l'Ombre Morte. Le duo avait été contacté par Esméralda, une jeune femme pirate qui leur avait proposé une mission dangereuse. Ayant refusé, ils avaient été capturés par l'amiral Harcore et envoyés travailler dans une mine. Puis, ils avaient aidé Esmeralda à détruire l'Everest, le vaisseau spatial ennemi de Harcore. Esmeralda et Toshiro s'étaient ensuite mariés et Stellie était née quelque temps après. Tout ceci explique la tendresse d'Albator pour Stellie. |                                            |                        |                |                       |
| 31 | La Construction de l'Atlantis              | アルカディア号建造秘話 |                | 31 octobre 1978       |
| À la suite de l'épisode précédent, l'épisode évoque longuement comment, sur une planète du système de l'« Étoile de la Combination », Toshiro se mit à construire l'Atlantis, secondé par Esmeralda et Albator. Le général Vilak, déjà chargé à l'époque de lutter contre les opposants politiques, avait été chargé de ramener Toshiro et sa famille sur Terre car le gouvernement voulait construire un vaisseau capable de lutter contre les pirates de l'espace mais pour cela ils avaient besoin de Toshiro. À peine arrivé, Vilak fait prisonnier Esmeralda et Toshiro mais Albator réussit à les libérer. L'Étoile de la Combination est victime de Ganda, l'étoile de Mauvais Augure mais l'Atlantis dont la construction est achevée s'envole avec à son bord Albator, Esmeralda, Toshiro et les réfugiés qui ont participé à sa construction. L'épisode évoque aussi la mort de Toshiro qui avait demandé que Stellie soit élevée sur Terre et non dans l'espace. Esmeralda s'était ensuite suicidée, ne pouvant pas supporter de vivre sans Toshiro. Retour au temps du récit : l'Îlot de l'Ombre Morte est attaqué au moment où les réparations de l'Atlantis viennent de se terminer. Albator ordonne la contre-attaque. |                                            |                        |                |                       |
| 32 | Le Piège de la planète des tempêtes        | 星笛が呼ぶ             |                | 7 novembre 1978       |
| Albator continue sa recherche de Stellie. Il a un avantage que Sylvidra ignore : il est capable d'entendre l'ocarina de Stellie quel que soit l'endroit où l'enfant se trouve. Or, il entend jouer l'ocarina sur la Planète des Tempêtes : c'est vers ce lieu qu'il dirige l'Atlantis. Une bataille a lieu mais Albator ne peut empêcher les Sylvidres d'emmener la petite fille dans un autre lieu. Note : En visionnant l'épisode en version originale, on constatera que la version française a été amputée d'un morceau essentiel à la compréhension de l'histoire : la Stellie que poursuit Albator dans les rochers n'est en fait qu'un robot destiné à le prendre au piège. Heureusement, ses compagnons de l'Atlantis l'aident à s'enfuir. |                                            |                        |                |                       |
| 33 | Le Sacrifice d'un homme                    | たった一人の突撃!      |                | 14 novembre 1978      |
| Tandis que les forces sylvidres s'attaquent aux forces terriennes situées près de Neptune, le gouvernement reste inactif, dirigé par un Premier Ministre qui joue au golf et qui ne pense qu'aux prochaines élections. Seul Vilak (qui connaît l'existence des Sylvidres depuis l'épisode 27) comprend qu'il se passe quelque chose de grave. Il essaie à nouveau d'avertir le Premier Ministre mais celui-ci ne le croit pas, (d'autant plus que sa secrétaire Jasmine est une Sylvidre occulte). Vilak rencontre le commandant Ovara, qui fut autrefois amoureux de Suzanne, la cuisinière de l'Atlantis. Pendant ce temps, Albator dirige l'Atlantis vers la planète des Glaces. Stellie est conduite sur la planète des Jumelles. L'avant-garde sylvidre attaque Mars et le commandant Ovara, à bord d'un vaisseau de combat, les attaque et se sacrifie en héros. Il est tué. On a appris, à l'occasion d'une conversation entre Ovara et Suzanne, les liens amoureux qui les avaient unis jadis. - Remarque : Jasmine apparaîtra dans cinq épisodes (épisodes 33 à 37 inclus). |                                            |                        |                |                       |
| 34 | Le Sauvetage                               | 銀河子守唄             |                | 21 novembre 1978      |
| Albator parvient à retrouver Stellie (enlevée dans l'épisode 27) et à la soustraire des Sylvidres. Il doit faire en sorte que l'Atlantis ne soit pas anéanti lorsque deux planètes entrent en contact l'une l'autre et explosent. À bord de l'Atlantis, Stellie a un étrange comportement : elle joue sans cesse de l'ocarina et ne parvient pas à dormir, ce qui stresse l'équipage. Albator va trouver un moyen d'ordre psychologique pour aider la petite fille. |                                            |                        |                |                       |
| 35 | La Mystérieuse évasion                     | 美しき謎の女           |                | 28 novembre 1978      |
| Le général Vilak a été contacté par les Sylvidres pour un entretien secret. Il tue la Sylvidre diplomate quand elle lui propose de trahir et de travailler pour les Sylvidres. Néanmoins, Jasmine, la secrétaire (sylvidre) du Premier Ministre, a filmé la scène. Supprimant la dernière partie, elle remet l'enregistrement au Premier Ministre qui est persuadé, en conséquence, de la trahison de Vilak. Ce dernier se retrouve emprisonné sous l’inculpation de haute trahison. Plus tard, Jasmine aide Vilak à s'évader de la prison, prétendant qu'elle a un compte à régler avec les Sylvidres (son jeune frère aurait été tué par ces dernières). Elle envisage d'aller se rendre aux forces de police. Vilak lui fait une suggestion : tous deux pourraient être pris en charge par Albator. Lorsqu'Albator ramène Stellie au pensionnat, il y trouve Vilak qui lui demande de protéger Jasmine et de l’emmener à bord de l’Atlantis. Albator accède à la demande, et Jasmine embarque sur le vaisseau pirate. |                                            |                        |                |                       |
| 36 | Le Loup dans la bergerie                   | 決戦前夜               |                | 5 décembre 1978       |
| Albator a accepté d'embarquer Jasmine à bord de l'Atlantis. Elle est bien accueillie par l'équipage mais Clio, qui a des doutes sur ses intentions, fait part de ses réserves à Albator. Pendant ce temps, Jasmine visite le vaisseau, en particulier la salle de l'ordinateur et les locaux d'armement. On apprend qu'elle est une espionne de Sylvidra et que ses boucles d'oreille contiennent des caméras miniatures qui retransmettent en direct ce qu'elle voit au vaisseau de Sylvidra. Cette dernière ordonne à Jasmine de courtiser Albator. Jasmine fait un essai, mais sans succès (on découvre à cette occasion que Clio est jalouse de Jasmine). Elle fait une seconde tentative en faisant une déclaration d'amour à Albator. Elle lui demande pourquoi un pirate tel que lui combat les Sylvidres alors qu'il n'a aucun motif rationnel de le faire. Il lui répond qu'il fait usage de sa liberté et que c'est la conséquence de son désir d'être libre ; il ajoute que Sylvidra n'est pas comme lui, libre de choisir le lieu et l'heure de sa mort; en fait il a perçu que Jasmine est une espionne et que Sylvidra est à l'écoute. Ulcérée par ce qu'elle vient d'entendre, cette dernière ordonne l'attaque immédiate de l’Atlantis. Pendant qu'Albator se focalise sur l’attaque proche, Jasmine dispose des micro-bombes dans le vaisseau. Albator est averti par l'ordinateur (Toshiro) de l'existence de ces bombes. Albator neutralise celle qui menace l'ordinateur central et fait croire à Sylvidra que l'Atlantis est plus mal en point que la réalité. Se croyant en supériorité, les Sylvidres attaquent en ordre dispersé. Albator fait empaler l'Atlantis sur le vaisseau principal de l'avant-garde et le désintègre. C'est une victoire totale pour Albator, mais Sylvidra a compris qui est le 42e membre de l'équipage de l'Atlantis (l'âme de Toshiro). |                                            |                        |                |                       |
| 37 | Le Sacrifice                               | 赤いセーターの涙       |                | 29 décembre 1978      |
| Albator a compris que Jasmine est une espionne et l’as mise sous étroite surveillance. Jasmine est toujours aussi bien traitée par l'équipage. Au cours d'une communication avec la reine Sylvidra, elle apprend qu'Albator l'a sans doute percée à jour. Dépitée et tourmentée, elle se rend au poste de commandement pour prendre la direction du vaisseau. Albator la désarme mais, au lieu de la faire exécuter comme le réclame Ramis, la fait expulser du vaisseau. À bord d'un petit vaisseau terrien, alors qu'elle suit l'Atlantis, Jasmine est attaquée par des navettes spatiales sylvidres. Albator fait abattre les poursuivants et ordonne la récupération de Jasmine, laquelle est grièvement blessée. Elle est soignée par le docteur Zéro. Puis, elle se rend dans la salle du Grand Ordinateur et menace de le faire exploser avec une micro-bombe. Elle est abattue par Ramis. On apprend alors que la micro-bombe était vide et qu'elle a laissé une lettre d'adieu dans laquelle elle confie son amour pour Albator, le seul être qu'elle ait aimé dans sa vie. |                                            |                        |                |                       |
| 38 | Le Départ pour la mort                     | さらば! まゆ           |                | 9 janvier 1979        |
| Vilak s'engage à protéger Stellie et à la cacher en Égypte. Durant son trajet, son avion est attaqué par des Sylvidres et il est blessé. Albator récupère Stellie, lui présente le Grand Ordinateur et lui révèle la vérité sur l'âme de son père, qui est cachée dans l’Ordinateur. Il confie Stellie au vieux prêtre égyptien qui avait adopté Vilak et repart sur l'Atlantis, avec ce dernier en cours de guérison. |                                            |                        |                |                       |
| 39 | La Revanche de Vilak                       | 壮絶! 長官死す         |                | 16 janvier 1979       |
| L'Armada royale est en approche des astéroïdes troyens de Jupiter. Albator décide de les attaquer pour profiter du vent solaire et des astéroïdes. Le combat qui a lieu est extrêmement violent. Un commando de Sylvidres parvient à s'introduire au sein de l'Atlantis. Le combat est rude et le groupe sylvidre s'insinue dans le cœur du vaisseau pour détruire l'ordinateur central. Malgré ses blessures, Vilak veut contribuer le combat. Il se met en protection de la porte débouchant sur la salle de l'ordinateur. Son comportement héroïque permet de contenir les Sylvidres, puis de les repousser. Il est très grièvement blessé. Après le combat, victorieux pour l'Atlantis et un désastre pour les vaisseaux sylvidres qui ont été gênés par les astéroïdes, Albator décide d'aller réparer l'Atlantis sur l'Îlot de l'Ombre Morte. L'ensemble de l’équipage rend les Honneurs militaires à Vilak, qu'Albator considère comme un véritable ami. |                                            |                        |                |                       |
| 40 | Le Jour où les anges firent taire le monde | その時天使は歌った     |                | 23 janvier 1979       |
| Les Sylvidres déposent des mines sur la coque de l'Atlantis, obligeant des membres de l’équipage à faire une sortie spatiale pour les détruire. Au cours du combat au corps-à-corps qui s'engage, Ramis tue plusieurs Sylvidres. À la suite de ce combat spatial, un vaisseau-hôpital sylvidre demande des secours. Albator accepte de lui remettre des caisses de médicaments, mais il s'agit d'un piège : l'Atlantis est de nouveau attaqué. Albator adresse un message narquois à Sylvidra : n'a-t-elle donc aucun honneur ? ne sait-elle pas combattre loyalement ? Plus tard, l'Atlantis attaque ce qui reste de l'armada sylvidre. Albator se rend compte qu'il s'agit de vaisseaux civils qui ne comprennent aucun militaire. Un vaisseau transporte des Togas, un peuple esclave des Sylvidres. Albator se rend à bord et procède au sauvetage de Mina, une Toga qui va accoucher. Sylvidra ordonne l'attaque de l'Atlantis, mais les pilotes sylvidres refusent d'obéir : Sylvidra fait face à une mutinerie silencieuse. Une fois l'accouchement de Mina réalisé, et cette dernière retournée sur son vaisseau, Albator dirige l'Atlantis directement vers le vaisseau amiral de la flotte spatiale adverse. |                                            |                        |                |                       |
| 41 | Albator contre Sylvidra : le duel à mort   | 決闘! 女王対ハーロック |                | 30 janvier 1979       |
| Après plusieurs batailles contre les forces de la reine Sylvidra, Albator se trouve directement en face de la Grande Armada royale, et notamment face au Vaisseau amiral, cent fois plus gros que l'Atlantis. Ramis tire sur le Vaisseau amiral mais rien ne se passe : le Vaisseau amiral dispose de capteurs qui « aspirent » les rayons laser tirés sur lui. Puis, les Sylvidres pratiquent une opération kamikaze, se jetant par centaines sur l'Atlantis. Le timonier, Alfred, évite tant bien que mal les vaisseaux sylvidres. Les hommes d'équipage tentent tant bien que mal d'éteindre les incendies à bord du vaisseau. Alfred détecte le point faible du Vaisseau amiral et Albator ordonne de s'y rendre. Puis, il ordonne à ses hommes de se placer dans de petits jets spatiaux répartis en sept groupes. Les vaisseaux pénètrent dans l’immense Vaisseau amiral. Albator se trouve enfin face-à-face avec la reine Sylvidra. Un dialogue tendu a lieu entre eux puis un combat s'engage. L'Atlantis éperonne le Vaisseau amiral. Le combat final a lieu entre Albator et Sylvidra. Cette dernière a le dessous mais Albator ne la tue pas et lui fait grâce. Il l'exhorte à quitter ce quadrant de la galaxie. Sylvidra reconnaît sa défaite et déclare : « J'accepte de partir ». L'épisode se termine sur une réflexion personnelle d'Albator : « J'étais pour tous à ce moment-là le grand capitaine Albator, le vainqueur de l'Armada royal des Sylvidres ; pourtant quelque part, tout au fond de mon cœur, et sans que je puisse me l'expliquer, je ressentais un grand vide qui me glaçait l'âme ». |                                            |                        |                |                       |
| 42 | Au revoir, les hors-la-loi de l'espace     | さらば宇宙の無法者     |                | 13 février 1979       |
| Estimant sa mission terminée, Albator décide de dissoudre l'équipage : chacun doit pouvoir vivre sur Terre. Il va voir le Premier Ministre, qui refuse sa demande, prétendant que tous les pirates sont « classés Z » (criminels non amnistiables) et doivent quitter la Terre. Peu de temps après, la Sphère noire s'illumine et réactive les forces sylvidres restées sur Terre qui attaquent les forces terriennes. En effet, quand Sylvidra avait déclaré « J'accepte de partir », elle n'avait parlé que pour elle-même mais pas pour les Sylvidres restées sur Terre. Dans un mouvement collectif, la totalité des forces sylvidres restées sur Terre attaquent donc les humains. Albator consent à se battre encore une fois. La bataille est intense mais les forces sylvidres sont anéanties quand l'Atlantis détruit la Sphère noire, qui fournissait l'énergie nécessaire aux Sylvidres. Albator retourne encore sur Terre et déclare à ses amis qu'ils doivent rester sur Terre et y vivre. Ramis et Nausicaa décident de créer un grand laboratoire spatial et un grand télescope spatial ; Alfred, le docteur Zéro et la cuisinière lancent la construction d'un immense hôpital et orphelinat qui permettra d'aider ceux qui sont dans le besoin, le tout sous la direction de monsieur Maris ; Stellie vivra sa vie d'adolescente puis de jeune femme. Pour sa part, Albator retourne sur l'Atlantis, accompagné seulement de Clio et du pélican noir. Il quitte la Terre et va naviguer vers l'inconnu. Mais Clio et lui ne seront jamais seuls : le père de Stellie sera toujours présent, lui qui, logé au sein de l'ordinateur du vaisseau, les a toujours aidés aux moments les plus critiques. L'Atlantis met donc le cap vers l'espace profond, et on n'entendit plus jamais parler de lui.                                                                           |                                            |                        |                |                       |